# Hynobius hidamontanus
Hynobius hidamontanus é uma espécie de anfíbio caudado pertencente à família Hynobiidae. Endêmica do Japão. 